# Бинтуронг
Бинтуро́нг (лат. Arctictis binturong) — млекопитающее семейства виверровых отряда хищных, единственный вид рода бинтуронги (лат. Arctictis). Из-за внешнего сходства ранее причислялся к семейству енотовых, однако на самом деле является своеобразным по своей форме видом виверровых. Зачастую туристы их называют «кошачьими медведями» из-за внешнего сходства строения тела с кошачьими и манерой передвижения по земле, как у медведя.

## Признаки
Бинтуронг — несколько неуклюжее и коротконогое животное. Его шерсть жёсткая и длинная, особенно на хвосте. Как правило, он окрашен в тёмно-серый или чёрный цвет, а голова часто более светлых оттенков. Примечательны прежде всего длинные белые усы и длинные кисточки ушей. Единственное плацентарное животное Старого Света, способное хватать предметы хвостом. Бинтуронги достигают длины от 61 до 96 см, а их хвост насчитывает примерно столько же. Вес колеблется от 9 до 14 кг, в отдельных случаях доходит и до 20 кг.

## Распространение
Бинтуронг распространён в Юго-Восточной Азии, его ареал простирается от Индии до индонезийских островов Суматра, Ява, Калимантан и филиппинского острова Палаван. Обитает в густых тропических лесах.

## Поведение
Бинтуронги активны по ночам и живут в основном на деревьях. Их движения медленные и осторожные, они не прыгают, однако умеют с помощью хватательного хвоста хорошо лазать. Также они хорошие пловцы и ныряльщики. Находясь на земле, бинтуронг, как медведь, ступает всей лапой, что по сравнению с остальными виверровыми весьма необычно. Бинтуронги живут поодиночке или в небольших группах, состоящих из пары с потомством. Внутри таких групп доминантная роль принадлежит самке.

## Питание

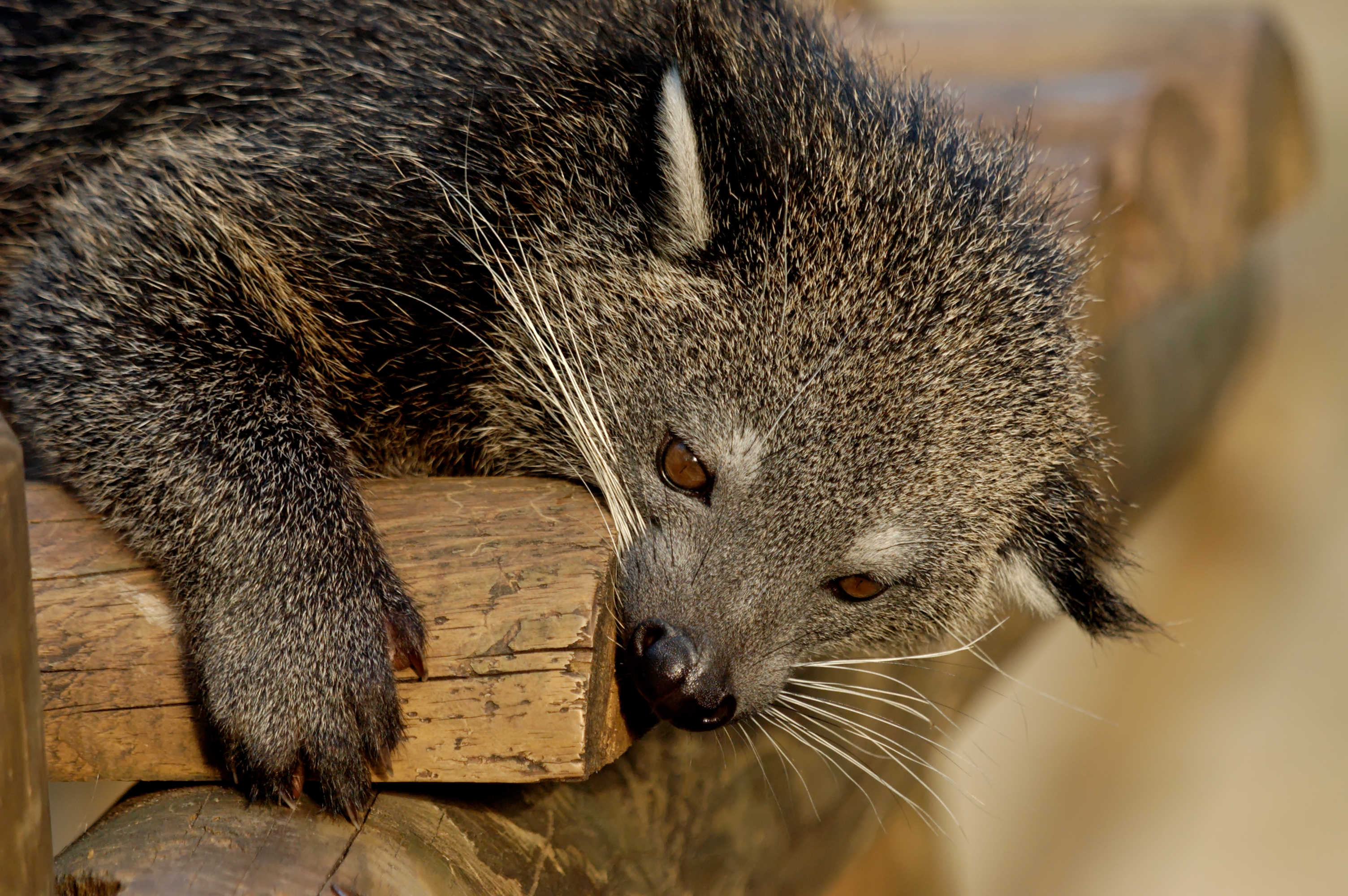
Бинтуронг

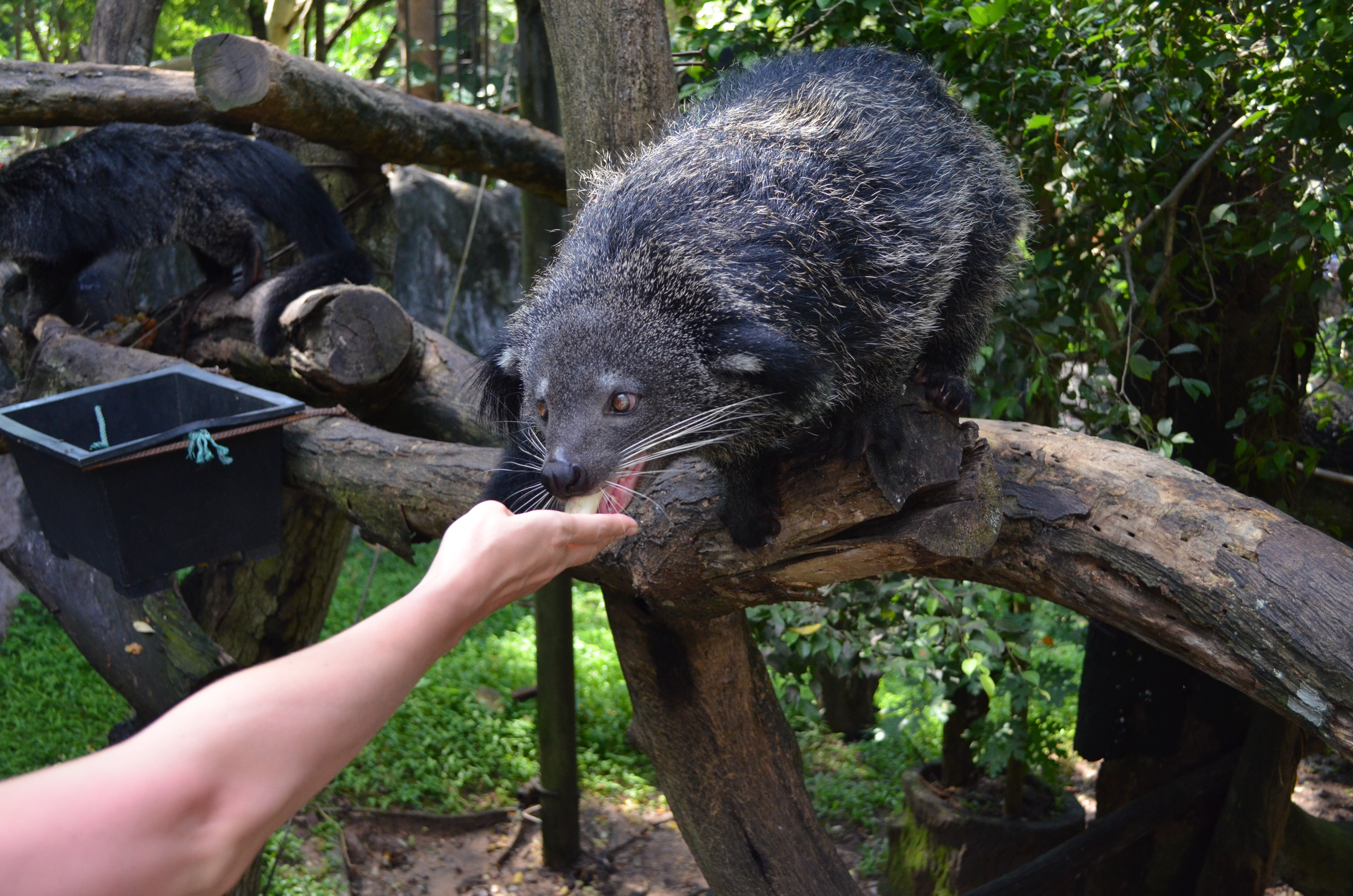
Бинтуронг в зоопарке Khao Kheow, Таиланд

Главной едой бинтуронгов являются фрукты. Доля растительной пищи у них значительно выше, чем у других виверровых. В дополнение, бинтуронги питаются насекомыми и небольшими птицами, не брезгуют падалью, а также грабят птичьи гнёзда. Определённую часть их рациона составляет и рыба. Заходят в жилые дома в поисках поживы, на людей как правило не нападают.

## Размножение
Самка рожает потомство до двух раз в год, её беременность составляет около 90 дней. За один раз на свет появляются от одного до шести (в среднем два или три) детёныша. После родов самка позволяет самцу оставаться вместе с ней, что среди виверровых необычно. По истечении шести-восьми недель детёныши отвыкают от молока, а половой зрелости достигают в возрасте двух с половиной лет. Самая большая известная продолжительность жизни бинтуронга составила под человеческой опекой 25 лет.

## Подвиды
Выделяют 6 подвидов бинтуронга (Arctictis binturong):
- A. binturong binturong
- A. binturong albifrons
- A. binturong kerkhoveni
- A. binturong menglaensis
- A. binturong penicillatus
- A. binturong whitei

## Бинтуронги и люди
Местами бинтуронги держатся в качестве домашних животных, будучи легко приручаемыми и доверчивыми зверьми. Но в большинстве регионов они не получили распространения как домашнее животное из-за их запаха. Их мясо кое-где считается деликатесом, а некоторые части тела используются в традиционной медицине.

## Меры охраны
Бинтуронг внесён в Приложение III CITES в Индии, а также в Красную книгу Китая и Красный список МСОП как вид, находящийся под угрозой исчезновения. Кроме того, вид включён в закон о сохранении дикой природы в Таиланде, Малайзии, Бангладеше и на Борнео.
Всемирный день бинтуронга ежегодно отмечается каждую вторую субботу мая.